# Чигиринський економіко-правовий фаховий коледж
Відокремлений структурний підрозділ «Чигиринський економіко-правовий фаховий коледж Уманського національного університету садівництва» — заклад вищої освіти І рівня акредитації, що розташований у місті Чигирин Черкаської області. Є структурним підрозділом Уманського національного університету садівництва.

## Історія
Заснований рішенням Наркомзему у жовтні 1938 року як Чигиринська сільськогосподарська середня школа обліку на базі аналогічної школи з підготовки колгоспних кадрів, яка розташовувалась у приміщенні колишнього жіночого монастиря.
Першим директором був Чепурний Андрій Семенович, а завучем — Компанієць Микола Микитович. Було створено 4 групи за спеціальністю «Бухгалтер», строк навчання — 4 роки, але першого випуску не відбулось, тому що розпочалось Німецько-радянська війна.
Після звільнення м. Чигирина від німців роботу навчального закладу було відновлено. Книга наказів свідчить, що технікум розпочав роботу 27 квітня 1944 року під назвою «Чигиринський бухгалтерсько — економічний технікум». На той час була лише одна спеціальність: «бухгалтер сільськогосподарського підприємства».
Вже у травні 1944 року на перший курс було прийнято 113 студентів, на ІІ курс — 14, на ІІІ і IV — 88. До кінця 1944 року разом навчалось 227 студентів.
З викладачів у післявоєнний період в технікумі працювали:
- Друзяка М. В. — директор, викладач історії і трудового права
- Гончаров О.І. — головний бухгалтер
- Радзіван О. М. — викладач фахових дисциплін
- Радзіван П. О. — викладач економічної географії, хімії
- Гандін С. Я. — викладач бухгалтерського обліку
- Лютий І.І. — викладач української та російської мови, каліграфії
- Котенко П. Ф. — викладач фізики
- Чабаненко М. Л. — викладач політекономії
- Бурлак К. П. — викладач господарчих відрахувань, математики, ділової кореспонденції
- Лабунько К.Є. — керівник військово-патріотичного виховання
- Січова Т. М. — викладач української мови
- Тищенко Н. О. — викладач російської мови і літератури
- Коваленко М. К. — викладач математики
- Гасан П. А. — викладач основ загального землеробства
- Сучаков А.І. — викладач організації сільського виробництва
- Баранов — викладач фізкультури

У 1947 році перейменований на Чигиринський бухгалтерський технікум Міністерства землеробства УРСР. У 1948 році — на Чигиринський сільськогосподарський технікум бухгалтерії Міністерства сільського господарства УРСР. В 1956 році було змінено назву технікуму на «Чигиринський сільськогосподарський технікум бухгалтерського обліку».
З 1958 року в технікумі почало працювати заочне відділення. В 1963 році було відкрито другу спеціальність "Планування сільськогосподарського виробництва. В 1990 році було відкрито нову спеціальність «Товарознавство, постачання і збут». В 1993 році ці спеціальності було закрито, а відкрито нову спеціальність «Правознавство».
10 січня 1994 року технікум зареєстрований як Чигиринський сільськогосподарський технікум.
Відповідно до наказу № 626 Міністерства аграрної політики України від 11 листопада 2005 року та наказу по технікуму № 65 від 12.12.2005 року в контексті реформування вищої освіти тхнікум було приєднано до Уманського державного аграрного університету».
У 2010 році, в зв'язку з присвоєнням звання національного Уманському університету, технікум перейменовано у «ВСП Чигиринський технікум УНУС».
У 2014 році рішенням Вченої ради Уманського НУС, технікум отримав назву Відокремлений структурний підрозділ Чигиринський економіко-правовий коледж Уманського національного університету садівництва.
Навчальний заклад готує молодших спеціалістів з денною та заочною формами навчання по спеціальностях 5.050111 «Бухгалтерський облік» та 5.060101 «Правознавство» на базі 9 та 11 класів. Загальна кількість студентів, що навчаються в навчальному закладі становить близько 850 осіб. Навчання проводять висококваліфіковані викладачі, серед них один кандидат історичних наук, 4 викладачі — методисти, 23 викладачі вищої категорії та 15 викладачів першої категорії. Аудиторії забезпечені необхідним навчальним обладнанням та унаочненням. Комп'ютерні класи, мережа Інтернет, комп'ютерна правова база «Ліга — Закон» дають можливість вільного доступу до інформації при підготовці до занять як викладачам, так і студентам. Студенти денної та заочної форми навчання забезпечуються гуртожитком. Працює їдальня.
Випускники нашого навчального закладу мають можливість продовжувати навчання на старших курсах економічних факультетів Уманського та Білоцерківського державних аграрних університетів, а за спеціальністю «Правознавство» — в Харківському національному університеті внутрішніх справ, або в будь-якому іншому вищому навчальному закладі України.
В позаурочний час до послуг студентів маються спортивний та тренажерний зал, спортивні майданчики, тир. Працюють спортивні гуртки та гуртки художньої самодіяльності. Команди студентів технікуму є неодноразовими переможцями та призерами міста та району з футболу, волейболу, баскетболу.
За 70 років Чигиринський технікум підготував близько 19 тисяч фахівців для різних галузей господарського комплексу України і держав пострадянського простору. Серед його випускників Г. С. Кривошея — кандидат економічних наук, головний консультант-інспектор Адміністрації Президента України, I.I.Кононенко — кандидат економічних наук, науковий співробітник Національного аграрного університету, М. С. Загородній — кандидат економічних наук, доцент Кишинівського університету, В. М. Двірник — кандидат економічних наук, викладач Дніпропетровського сільськогосподарського інституту, цілий ряд працівників органів державного управління, великих і малих підприємств. У їх числі й П. М. Литвин — голова Чигиринської РДА, О.І.Супряга — юрист Черкаського обласного управління Пенсійного фонду, Крикун О. А. — юрист Черкасиобленерго, Макарчук Р. С. — керівник ДВС в Чигиринському районі та багато інших.
Провідною традицією Чигиринського технікуму є залишення студентів-відмінників на роботі в технікумі. Такими у свій час були: Маслак І.В., Поліщук Ю. А., Поліщук І.І., Гречанюк-Самойлова С. В., Кулєєв О. О..

## Діяльність
Навчальний заклад здійснює підготовку фахівців за такими спеціальностями:
- 5.03050901 — «Бухгалтерський облік»;
- 5.03040101 — «Правознавство».

Структурні підрозділи: Відділення бухгалтерське і юридичне.
Матеріально-технічна база (станом на 2011 рік):
- Навчальний корпус, читальний зал,
- 4 комп'ютерні класи (доступ до мережі Інтернет),
- 2 спортзали, 2 гуртожитки, їдальня

Контингент студентів (станом на 2011 рік):
- Денна форма навчання — 334
- Заочна форма навчання — 290